# 信長の野望・天翔記
『信長の野望・天翔記』（のぶながのやぼう・てんしょうき）は、1994年12月に光栄（現・コーエーテクモゲームス）から発売された歴史シミュレーションゲーム。「信長の野望シリーズ」の第6作。
PC-9801版が発売された後、さまざまなパソコン機種や家庭用ゲーム機などに移植された。信長の野望シリーズでは、PC-98で発売された最終作であり、以降はWindowsに移行した。なお、スーパーファミコン版には容量の関係で、内容が大幅に修正が加えられている。詳しくは#スーパーファミコン版節参照。
またWindows 3.1/95/98/Me/XP版（以下Win旧版）はコーエー定番シリーズ版も含め、Windows 2000には通常ではインストールできない（非正規の手段でインストールおよびプレイは可能）。Win旧版については2005年9月29日に『将星録』とのツインキャンペーン版も発売されている。
2015年11月12日、グラフィックを一新し高精細度ビデオ（HD）対応にした『信長の野望・天翔記 with パワーアップキット HD Version』がそれぞれ、Windows版（以下WinHD版。以下、新旧両方のWindows版に共通する場合は「Win版」表記）、PlayStation Vita版として発売されている。

## 内容

### 概要
戦国大名を選び、全ての城を攻め落とし全国統一を目指すゲームである。前作の『覇王伝』とは異なり本城や支城の概念はない。国の概念はあるが、城の数が214と非常に多くなり（スーパーファミコン版は120）、国取りの要素が『覇王伝』以上に薄れた事で一つの国に複数の大名家が混在している状態が珍しくはなく、一般的には知名度の低い大名家が新たに多数登場している。さらに本作では1年を春、夏、秋、冬の4期に分け、3ヶ月ごとにターンが進むようになっている（前作までは月ごとであった）。前作にあった従属同盟・優位同盟のシステムはなくなり、本作では他大名家は屈服させた時点で自分の配下となる。本作では統一の手段は武力統一、全国の城を全て支配下に置くことのみによって成し遂げられる。そのため、『覇王伝』及び『将星録』以降では可能な同盟統一、つまり征夷大将軍になって他大名全てと同盟する（作品によっては他大名全てを従属させる）ことによる統一はできない。
歴史イベントは前作よりも数が充実し、PlayStationなどの一部の家庭用ゲーム機移植版では、俳優が演じる実写ムービーとして挿入される演出もあった。
また、前作まででは特定の大名家には、内政時と戦争時それぞれに専用の音楽が用意されていたが、本作では内政時の音楽は大名居城のある地方に応じて流れるようになった（ただし織田信長でプレイ時に安土城を居城としている場合のみ専用BGMがある）。戦争時には信長及び名将と設定された武将それぞれには専用音楽が用意されている。
本作から、シナリオによる武将の間引きが基本的に無くなった。具体的には、前作までは初期のシナリオから後半の年代の登場人物を間引いて、データ量を節約していた（例えば『覇王伝』の場合、宮本武蔵は1551年、1568年のシナリオには登場せず、1582年のシナリオで初めて登場する）。本作からは基本的にどのシナリオで始めても決まった年代に成人するようになった。従って、最も古い1534年のシナリオで始めた場合、ゲームに登場する全ての武将が出現する（ただし、土岐頼芸など、1534年のシナリオに登場後、1560年、1571年のシナリオで「死亡」扱いになっていながら、1582年に再び登場する例もわずかにある）。またシナリオごとに違っていた武将の能力値が今作から全てのシナリオで共通になった。
PC-98からWindows 3.1、さらにはWindows 95への移行期の作品であるため、グラフィック的には派手さに欠ける（Windows旧版、Classic Mac OS版でも、背景を除いてPC-98の標準である16色表示のまま。武将の顔グラフィックに使われる色数は8色）ことも確かであるが、Win旧版についてはゲームを拡張する非公式ツールなどがファン間で開発されている。WinHD版・Vita版では、2015年現在の動作環境に合わせてフルカラー・高精細で描き直されている。

### システム面での変更
前作までとのシステム面での変更点は、前作の論功行賞は大幅に簡略化され、知行制はいったん姿を消し、内政や戦闘により増える勲功により身分が「足軽頭」「侍大将」「部将」「家老」「宿老」と上がり、それに応じて最大兵数や支給する俸禄が決まるようになった。また本作から大名家を滅ぼしても大名が勝手に自害することはなくなった。斬首するか逃がすかを選ぶことができ、逃がした場合は大名は浪人になる。また本作では他国情報は忍者などを使わなくても自由に閲覧できる。また前作では大名家の支配下にはあるが武将が一人も配置されていない城に攻め込んだ時は自動的に攻撃側の勝利となっていたが、本作では本丸までたどり着かないと落城させることはできなくなった（以降の作品でも無人の城に攻め込んだ場合に自動的に落城することはなくなっている）。
また、修正された概念として「行動力」がある。行動力は、それぞれの軍団（軍団制については後述）の軍団長（大名家当主を含む）に毎ターン与えられ、その範囲内で内政や軍事、戦争といったコマンドを実行する。『武将風雲録』以前との相違点は毎ターンの行動力の回復方法にある。以前の作品では大名の「政治力」に由来していたものが、本作では大名（あるいは軍団長）の毎ターンに回復する行動力の算出方法が（政治＋戦闘＋智謀）÷6＋（野望÷2）と、特に野望の占める割合が大きくなっている。そのため、野望値の高い武将は毎ターン与えられる行動力が多く、軍団長向きになった反面、独立される確率が高くなる。行動ポイントの不足は序盤においては勢力規模が小さいため不都合はないが、勢力拡大した中盤以降は、作業量も増え行動力不足が顕著になるため、新たに編成した軍団に委任することとなる。

### 戦争面について
全体的にコンピュータが好戦的（パワーアップキット版ではコンピュータのアルゴリズムを理知的にする事もできる）で一度の戦争で最大9城の広範囲が戦場となり、多数の大名が入り乱れる乱戦となる事も珍しくない。自分の城が戦争に巻き込まれることも多く、その場合には「攻撃側に付く」、「守備側に付く」、「中立の立場を取る」、「不戦の立場を取る」のどれかを選ぶ必要がある。同盟関係によっては選べない選択肢もあるが、同盟勢力同士が戦争の第三者となった場合、相手と逆の勢力に付くことで同盟勢力を攻撃でき、戦場の城を奪うこともできるという現象が起こり得る。これは戦略上でも「信長の野望」シリーズで少ない例であり、本作の面白みである。同盟勢力は中立の立場を取っておき、大勢が決したところで勝ち馬に付く、日和見的な戦術を取ることも可能である。
これにより、勢力の急拡大や衰退が起こりやすく、コーエーでは珍しく、ある程度の勢力の大名でも油断すると滅ぼされることがある。1回の戦争だけで2大名以上が滅亡することもある。なお「システムがシンプルがゆえにコンピュータが強い」、これは他のコンピューターが強いとされるコーエーの作品にも共通する特徴である。
一方向からの敵に備えるだけでよい奥羽・蝦夷や九州、特に大砲や鉄甲船が入手可能な九州の大名は有利であり、挟み撃ちされやすい畿内・中部の不利が前作までより拡大している。
この他、本願寺家は畿内に城が分散し、一見不利なようだが以下の理由（特に2番目と4番目）により非常に手強い。特に「信長包囲網」シナリオでは、しばしば織田家を圧倒する勢力となる。
1. 一向宗の存在する城を支配する友好度が20以下（COM担当時は40以下）の大名に、一向一揆を発動できる。一揆は周辺の城を巻き込むこともある。
2. ゲーム開始時から鉄砲を大量に所有している。
3. 大名の一門衆は他の武将より裏切りにくいが、特に本願寺の一門は絶対に裏切らない。
4. 一門以外の武将も、他勢力に裏切りにくくなる。このゲームは内応が成功しやすく、一部の義理堅い武将を別にすれば忠誠度100でも内応を実行させることができる。しかし、本願寺家に仕えた状態だと、たとえ義理が最低の松永久秀であっても忠誠度も90未満に下げないと内応の実行を反古にされる。

しかし南部家を筆頭に、大友家、細川家、大内家などの特定の大名が、史実でもそこそこ力はあったものの、それ以上に勢力を拡大するケースが多かった。おおむね、好戦的な大名が強い傾向にあり、南部家の勢力の拡大の仕方は、「まず弱小勢力に攻め込み、味方について弱体化した勢力に返す刀で攻め込む」を繰り返すかなり凶悪なもので、特に南部晴政の治世は軍拡傾向が非常に強く、若年武将が不利なため、織豊期から先にかけて強くなっていく伊達などもただなす術もなく南部家に吞み込まれていくパターンが非常に多くみられる。北条家、武田家などはどういう訳かあまり戦争を起こさない当主が多いため、前述の大名家に圧倒されやすかった（ちなみに武田家は信虎・信玄の時代に至っては老将かつ猛将が非常に多いため、本作ではプレイヤーが選択して積極攻勢に出ればかなり有利である）。島津家にも同様のことが当てはまるが、本作では例外的に大友家に比べてあまり好戦的ではなく、ゲームの仕様上背後に大名がない位置にあるため場合によっては勢力を伸ばすこともあるが、それでも南部家に比べれば消極的で大友家に滅ぼされるパターンすらある。

### 外交面について
特定の大名を共通の敵とする事を持ちかける「共敵」が新たに登場した。また、相手側の使者の武将を引き抜く事も可能になった（逆にプレイヤー大名側の使者を引き抜かれる場合もある）。前述の通り、前作『覇王伝』にあった優位同盟・従属同盟は廃止され、対等同盟のみとなったが、代わりに『武将風雲録』にあった「脅迫」が復活し、勢力が大きく劣る大名を屈服させ、家臣に加える事ができる。ただし、大名によっては絶対に脅迫に応じないようになっている。他の大名に共同軍の出陣を要請する「共同」もシステム上、採用されていない。本作では相手大名との友好度が高いにもかかわらず同盟を破棄すると、家臣の忠誠度が下がるというデメリットがあるため、同盟破棄の際は事前に脅迫などで友好度を下げておくのが定石である。また、本作の同盟は無期限となっており歴代シリーズの中でも特に絶対安定なものであり、序盤に同盟が成立するか否かがプレイ難易度を大きく変えてしまうほどである。同盟勢力は「戦争」では上項に記された条件が揃った場合を除き絶対に同盟相手を攻撃できず、CPUの思考は攻撃できる勢力が無くなるか、「脅迫」などで友好が0にならない限りまずCPUの大名が同盟破棄をしてくることはない。

### 軍団制
前作まででは一国一国を委任することができたが、本作では城ごとの委任はできなくなった。その代わり全国を統一するために大きくかかわるのが軍団による支配である。軍団を編成しない限り全国統一は難しく、軍団長人選がポイントになる。優秀であっても、松永久秀や武田信玄など、野望が高く、不義理に設定された武将は謀反を起こしやすい。しかし、「野望」が低いと行動力が回復せず運営に支障をきたす。勢力が拡大し城を多く支配する段階では軍団編成は不可欠で、配下軍団への指示が領国を大きく左右する。

### 教育システム
本作では「武将の成長」をテーマとしているため、パラメータの種類が独特で、「政才」「政治」「戦才」「戦闘」「智才」「智謀」「魅力」「野望」「相性」「寿命」「勇猛」「義理」「独立」となっており（隠し含む）、従来の「能力そのものの高さ」に加え、「能力の資質の高さ」を示すパラメータが存在するのはシリーズ中でも本作のみである。「政才」「戦才」「智才」の最大値は他のシリーズ作と異なり（家宝による補正がない場合）200、「魅力」「野望」はともに最大100、「義理」は最大15である。「政得」「戦得」「智得」という習得度もAからCまでで設定されている。そして政治・戦闘・智謀の上限値がそれぞれ「政才」「戦才」「智才」、伸びやすさが「政得」「戦得」「智得」である。内政・外交・戦闘の適性を見極め、適材適所の配置が重要である。本作ではどの武将も登場したばかりの頃は政治・戦闘・智謀といった能力が低く、内政や戦争や調略、そして教育により上昇する。また、教育の内容も「鷹狩」、「剣術」、「茶道」、「算盤」など多彩で、どの能力が上昇するかは教育ごとに異なり、単純な能力の上昇のみならず、何らかの技能を修得する場合もある。教育コマンドを実行するには教育を受ける武将の他に師範役となる武将が必要であり、師範役の該当する能力が実行役より高いほど効果が大きい。
一方「魅力」は交渉時、「野望」は教育など能力成長や軍団長任命時の行動力増加に影響があり、両方とも生涯上昇することはない。また、「義理」の低い武将は軍団長に任命した場合に内応や独立をする可能性が高い。
本作の教育システムにより、比較的無名な武将でも育て上げれば活躍させることも可能だが、その成長幅が大き過ぎることと、同時登場武将数の制限が厳しい（500人）ことにより問題も発生した。戦国後期の武将は本来の登場年代を過ぎても登場が繰り下げられることがあるのはシリーズに共通した特徴だが、本作の場合武将数が非常に多く、もっとも武将の多い1570年-1580年頃だと、10年以上遅れることもある（短命な武将は、元服直後に寿命が尽きることさえあった。なお本作より武将数の多い『嵐世記』、『蒼天録』では制限が緩和されている）。そのため、戦国後期（安土桃山時代及び江戸時代初期含む）の武将はなかなか登場できず、やっと登場できても潜在能力のある武将ですら、戦場では戦闘力の上がりきった歴戦の武将によって早々に倒されることも少なくない。
また本作ではAI（人工知能）を採用し、配下武将がコマンドを与えることにより自動的にプレイヤーの戦略思考をアルゴリズム学習する。さらに
パソコン版のみだが1季節に1度各武将の会見が可能で、アルゴリズムの学習状態を見たり、奨励・指導・叱咤を行って手を加えることもできる。奨励すると忠誠度は微増し、叱咤すると微減する。指導を行う場合は忠誠度は変化しないが、何を行うべきか教える必要がある。また、他家の武将にも会見が可能で、アルゴリズムには関係ないが世間話などができる。しかし、友好度の低い他家だと取り合って貰えない。なお、コンシューマー版では「会見」コマンドは削られている。
指導などでアルゴリズムを強化しておくと、その武将に委任を行った場合により的確な行動をさせることが可能になる。また、アルゴリズムはプレイヤーの進行そのものでも変化する。たとえば、好戦的なプレイヤーなら軍団長も好戦的になり、理知的なプレイヤーならその逆になる。

### 適性・技能の導入
本作より武将に兵科適性及び技能が設定された。これにより各武将が更に個性化された。
兵科適性は「足軽」「騎馬」「鉄砲」「水軍」があり、それぞれ6段階（S、A、B、C、D、E）のランクが設定されている。
足軽一斉攻撃が実行可能。ただし移動してからの一斉攻撃は不可。攻城戦においては城壁・堀への侵入が可能。
騎馬移動してからの突撃が可能。野戦では非常に高い機動力を誇るが攻城戦ではその機動力は失われる。
鉄砲鉄砲による間接攻撃が可能。鉄砲適正に応じて攻撃力が高くなりかつ射程が広がる。本丸・櫓に陣取るとさらに射程が伸び、天候の影響を受けない。但し移動してからの鉄砲攻撃は不可。攻城戦においては足軽隊同様、城壁・堀への侵入が可能だが、城壁への侵入は足軽隊より成功率が落ちる。野戦・攻城戦共に雪・雨の時、さらに攻城戦で堀にいる場合は砲撃が出来ない。
水軍海戦時の強さを表し、適正に応じて海上での移動範囲や攻撃力が上昇する。また適正の高い武将は攻撃時に敵船を沈没させることがあり、沈没した部隊は残り兵士数に関わらず消滅する。また攻城戦では堀での移動が時間をかけずに進めることができる。
技能には次の種類がある。
挑発戦争時は敵を挑発混乱させ、数ターン操作不能（挑発した相手を攻撃に向かう）する。相手が離れた所にいても可能で智謀が高いと範囲が広がる。本丸にいる相手を挑発して移動させた後本丸を占拠するという被害を最小限に抑えての領土拡大も可能。平時にも他勢力の大名（軍団長）が攻撃対象としている城を指定する「合戦誘発」が使用可能。
焼討戦争時は火攻が可能になる。平時にも他勢力の城防御度を下げる「焼き討ち」が可能になる。
弁舌戦争時は鼓舞を掛けた時に周囲の部隊ともども士気を上げられる。平時には物資の売買や調略・外交に有利になる。
流言戦争時は隣接した敵を混乱させ、数ターン操作不能かつ攻撃力・防御力を低下させる。まれに大混乱にする事もある（敵味方構わず攻撃）。平時には他勢力の家臣の忠誠度を下げる「流言飛語」が使用可能。
煽動戦争時は煽動が1部隊に1回限り（後述のように籠城戦の場合は例外あり）使用可能になる。何が起こるかは分からない。平時には他勢力下の城の民忠を下げる「一揆煽動」が使用可能。
流出戦争時は臨時徴兵ができる（ただし足軽部隊時のみかつその戦争につき1回のみ。後述のように籠城戦の場合は回数に例外あり）。平時には他勢力下の城の民を自勢力下の城に引き入れる「住民流出」が使用可能。民衆への施しの際、効果に補正が掛かる。
暗殺戦争時にも平時にも武将の暗殺ができる。戦争時は1部隊につき「暗殺」が成功した場合その戦争では「暗殺」が使えなくなるが、籠城するともう1部隊暗殺可能で、全滅させた後ももう1部隊暗殺可能で、煽動、流出にも適用されている。（但し、使用可能回数は1回にしか増えない）
一喝戦争時に隣接する敵・味方全てを1マス先に跳ね飛ばせる。城郭を跳び越えさせることも可能。平時には訓練の際、効果に補正が掛かる。また調略時に相手との相性が良ければプラス補正が、悪いとマイナス補正が掛かる。
騎鉄隠し技能。騎馬鉄砲隊が組めるようになる。（伊達政宗などが所有する。通常版では講義、実戦では習得することが不可能となっているが、後述のパワーアップキット版では教育により習得もできる。）
兵科適正・技能の導入により、単純な能力値の高低のみで武将の優劣を判断する事が難しくなった。これらを活用することにより形勢を大きく逆転させることも可能である、また適正・技能共に教育や戦闘によって成長、新たに習得する事がある。

## 職業
職業も一部の武将に設定されており、大きく戦略に影響することがある。
忍者ゲーム内に登場する6人の忍者武将はいずれも足軽適正がSであり、さらに城壁越えの成功率に補正が掛かる。また調略の成功率が高い。
僧侶石山本願寺など一向宗の武将に多く見られる。効果は講義で台詞が変わる他、披露の問答において智謀に補正が掛かる。
剣豪調略の暗殺に大きく影響する。講義で台詞が変わることもある。披露の御前試合で戦闘に補正が掛かる。
茶人披露の茶会において政治に補正が掛かる。また内政コマンド、軍事コマンドを実行後の台詞が「…の後に飲む茶はまた格別」となる。
また便宜的な概念ではあるものの、上記のような職業を持たない武将はたとえ大名であったり官位を持っていても「職業無し」とプログラム上は判断される。

## 官位・役職
前作『覇王伝』に引続き「官位」が登場しており、前作同様、「朝廷」に献金を重ねる事で官位の叙任を受ける事ができるが、「征夷大将軍」は官位とは別扱いの役職に変更されており、こちらは130以上の城を支配下に置いた上で「二条城」（徳川家の場合は「江戸城」でも可）を居城としていると就任イベントが発生する。
また、特定の地域を支配する事で就任できる「管領」や「探題」といった役職も登場するが、こちらは「室町幕府」から任命されるため、足利家が滅亡している場合は条件を満たしても就任する事はできない（ただし、足利将軍家以外が征夷大将軍に就任した場合でも、幕府役職の任命・就任は可能）。なお、既に他の武将が就任している官位や役職に就けない点も『覇王伝』と同様である。

## シナリオとパワーアップキット

### 収録シナリオ
収録されているシナリオは機種によって異なるが、基本的には以下の通りである。
- シナリオ1 - 1534年 信長誕生
- シナリオ2 - 1560年 桶狭間の戦い
- シナリオ3 - 1571年 信長包囲網
- シナリオ4 - 1582年 本能寺の変

以上は、スーパーファミコン（SFC）版以外のいずれの機種にも共通で収録されているシナリオである。
「信長誕生」シナリオは信長の父の織田信秀はじめ信長の一世代前の武将たちが登場するシナリオで、前作『覇王伝』のパワーアップキット（以下、PK）には収録されていたが、通常版（以下、無印）で初の収録となった。ただし、「本能寺の変」は通常版では隠しシナリオ扱いで、大名選択画面で6回キャンセルするとシナリオに追加される。

### パワーアップキット
1997年9月11日発売。パワーアップキット版では、「本能寺の変」が最初から選べる他、PC版では以下のシナリオが追加されている。関ヶ原をテーマにしたシナリオはシリーズ初で、大名家は豊臣秀頼と徳川家康の二強に集約されている。コンシューマー版は収録されているシナリオなどがやや異なる（下記参照）。
- シナリオ5 - 1546年　信長元服
- シナリオ6 - 1599年　関ヶ原前夜

また本作のPKでは武将が300人追加され、徳川家光や林羅山、徳川光圀など信長の死後以降に誕生する人物も登場する。PKに登場する鍋島光茂は、全シリーズを通して最若年（1632年生まれ）である。また本作の無印では武将は戦死しないが、PKでは戦死するようにも設定できる。それ以外にも本能寺の変の発生を制限することや、城名や家紋の変更も可能になっている。歴史イベントも数多く追加されている、Windows旧版に限り、さらにいくつかのイベントが追加されている。
PKはPC版の他、PlayStation（PS）とセガサターン（SS）でコンシューマー版PKが発売されている。ただし、追加された武将はPC版より少なく、「関ヶ原前夜」シナリオは無い。
コンシューマー版PKでは、武田信玄が上洛に成功して三河・尾張・美濃・近江等を併合する一方で、織田信長が伊勢一国、盟友の徳川家康が遠江一国を領有する小大名に没落しているという設定のシリーズ初の仮想シナリオ「信玄上洛」が登場した。
- 仮想シナリオ - 1572年　信玄上洛

## スーパーファミコン版
SFC版では、他機種よりシナリオは少なく、下記の2つのシナリオのみである。
- シナリオ1 - 1547年　信長初陣
- シナリオ2 - 1571年　信長包囲網

また、スーパーファミコン版はかなり他機種と仕様の差がある。
- 城が大幅に減ったため将軍就任イベントの条件が城領有80になっている。
- 大内、細川が弱体化。ややバランスが取れている。
- 武将・大名の削減。
- 蘭奢待をもらえるなど、歴史イベントはパワーアップキット版に準じて追加されている。
- コマンド面では能力値、勲功が上がりやすい。また会見がない。
- 教育で騎鉄を覚えられる。これもパワーアップキット版と同じ。
- 6人一組の連隊で行動し、自分以外はすべて委任状態。戦いになると陣形を決めて行動する。次回作「将星録」で採用された陣形システムの先駆けとなった。

## 音楽
手がけたのは菅野よう子。菅野が担当した最後の信長の野望シリーズである。PC-98版ではBGMとして内蔵音源とCD-DA音源を選ぶことができる。CD-DA音源はワルシャワ国立フィルハーモニー管弦楽団による演奏だが、CDの最大収録時間の関係か内蔵音源に比べ曲数は大幅に少なくなっている。さらにこのPC-98版がベースになったWin版も同様に曲数が少なくなっている。その他の移植版においても音源の変更などの理由により、様々なバリエーションが存在する。